# Copa del Generalísimo de baloncesto 1974
La Copa del Generalísimo de baloncesto 1974 fue la número 38.º, donde su final se disputó en el Pabellón de Deportes de Alicante de Alicante el 25 de mayo de 1974.
La edición fue disputada por los ocho mejores equipos de la temporada anterior, la edición 1972–73.

## Equipos clasificados
| Pos. | Equipo                       | Pts. | PJ | G  | E | P  | GF   | GC   | Dif. | Clasificación o descenso |
| ---- | ---------------------------- | ---- | -- | -- | - | -- | ---- | ---- | ---- | ------------------------ |
| 1    | Real Madrid CF               | 90   | 30 | 30 | 0 | 0  | 2727 | 1824 | +903 |                          |
| 2    | Juventud Schweppes           | 77   | 30 | 25 | 2 | 3  | 2471 | 1976 | +495 |                          |
| 3    | CF Barcelona                 | 68   | 30 | 22 | 2 | 6  | 2607 | 2023 | +584 |                          |
| 4    | Estudiantes Aguas Monteverde | 52   | 30 | 17 | 1 | 12 | 2339 | 2170 | +169 |                          |
| 5    | Filomatic Picadero JC        | 45   | 30 | 15 | 0 | 15 | 2194 | 2081 | +113 | Equipo retirado          |
| 6    | SD Kas                       | 45   | 30 | 15 | 0 | 15 | 2452 | 2425 | +27  |                          |
| 7    | CD Manresa La Casera         | 43   | 30 | 14 | 1 | 15 | 2249 | 2182 | +67  |                          |
| 8    | UDR Pineda                   | 41   | 30 | 13 | 2 | 15 | 2068 | 2226 | −158 |                          |
| 9    | CD Ignis Mataró              | 37   | 30 | 12 | 1 | 17 | 2101 | 2384 | −283 |                          |

 Fuente: Linguasport

## Cuartos de final
Los partidos de ida se jugaron el 9, 10 y 11 de abril y los de vuelta el 1 y 2 de mayo.
| Equipo 1                     | Agr.    | Equipo 2             | Ida    | Vuelta |
| ---------------------------- | ------- | -------------------- | ------ | ------ |
| Real Madrid CF               | 196–149 | SD Kas               | 98–78  | 98–71  |
| CF Barcelona                 | 189–145 | CD Manresa La Casera | 101–67 | 88–78  |
| Juventud Schweppes           | 161–107 | UDR Pineda           | 82–51  | 79–56  |
| Estudiantes Aguas Monteverde | 167–136 | CD Ignis Mataró      | 99–61  | 68–75  |

## Semifinales
Los partidos de ida se jugaron el 7 y 9 de mayo y los de vuelta el 22 de mayo.
| Equipo 1           | Agr.    | Equipo 2                     | Ida   | Vuelta |
| ------------------ | ------- | ---------------------------- | ----- | ------ |
| Real Madrid CF     | 147–145 | CF Barcelona                 | 85–72 | 62–73  |
| Juventud Schweppes | 183–126 | Estudiantes Aguas Monteverde | 87–57 | 96–69  |

## Final
| 25 de mayo de 1974, 18:30 | Real Madrid CF                     | 87–85                              | Juventud Schweppes                   | |  |
| 18:30 GTM+1               | Marcador por tiempos: 48–50, 39–35 | Marcador por tiempos: 48–50, 39–35 | Marcador por tiempos: 48–50, 39–35   | |  |
|                           | Estadísticas Wayne Brabender 20    | Pts                                | Estadísticas Miguel Ángel Estrada 22 | Pabellón: Pabellón de Deportes de Alicante, Alicante Asistencia: 2.600 espectadores Árbitros: Santiago Fernández Francisco Santolaria |  |

| Campeón de la Copa del Generalísimo 1974 |
| ---------------------------------------- |
| Real Madrid 16.º título                  |